# Alternaria merytae
Alternaria merytae är en svampart som beskrevs av E.G. Simmons 2002. Alternaria merytae ingår i släktet Alternaria och familjen Pleosporaceae.   Inga underarter finns listade i Catalogue of Life.